# Okręg wyborczy Glasgow Central
Okręg wyborczy Glasgow Central powstał w 1885 r. i wysyłał do brytyjskiej Izby Gmin jednego deputowanego. Okręg zlikwidowano w 1997 r., ale przywrócono go ponownie w 2005 r. Okręg obejmuje centrum miasta Glasgow.

## Deputowani do brytyjskiej Izby Gmin z okręgu Glasgow Central

### Deputowani w latach 1885–1997
- 1885–1886: Gilbert Beith, Partia Liberalna
- 1886–1906: John George Alexander Baird, Partia Konserwatywna
- 1906–1909: Andrew Torrance, Partia Liberalna
- 1909–1915: Charles Scott Dickson, Partia Konserwatywna
- 1915–1918: John Mackintosh McLeod, Partia Konserwatywna
- 1918–1923: Andrew Bonar Law, Partia Konserwatywna
- 1923–1945: William Alexander, Partia Konserwatywna
- 1945–1950: James Hutchison, Partia Konserwatywna
- 1950–1966: James McInnes, Partia Pracy
- 1966–1980: Thomas McMillan, Partia Pracy
- 1980–1989: Robert McTaggart, Partia Pracy
- 1989–1997: Mike Watson, Partia Pracy

### Deputowani po 2005 r.
- 2005– : Mohammad Sarwar, Partia Pracy